# X-Rated Critics Organization
X-Rated Critics Association (XRCO) este o organizație americană, care se ocupă cu criticarea filmelor pornografice. XRCO a luat ființă în anul 1984, fiind inițiată  de jurnaliști și producătorii de filme pornografice. Ea acordă anual celor mai reușite filme, aceste premii fiind acordate XRCO Awards Show de obicei primăvara în orașul Los Angeles. Membri organizației trebuie să posede cunoștințe în domeniul pornografiei. Dacă premierea AVN Award Show se face în mod public, premierea XRCO Awards Show se face numai în prezența  membrilor organizației. O realizare deosebită a organizației XRCO, este faptul că cei premiați aici sunt înscriși pe lista XRCO Award, Hall of Fame.